# Halte Hem
Halte Hem (telegrafische code: he) was een halte aan de voormalige spoorlijn Hoorn - Bovenkarspel-Grootebroek nabij de buurtschap Hem. De halte was geopend van 2 december 1913 tot 1935. Bij de halte was een wit stationsgebouw aanwezig.